# Ballungsraum Dresden
|                      |                                                             |
| Ballungsraum Dresden |                                                             |
|                      |                                                             |
| Land                 | Sachsen                                                     |
| Fläche:              | 644,76 km²                                                  |
| Einwohner:           | 788.291                                                     |
| Bevölkerungsdichte:  | 1.222,61 Einwohner/km²                                      |
| Gliederung:          | 1 Kreisfreie Stadt, 11 kreisangehörige Städte und Gemeinden |

Der Ballungsraum Dresden (auch Ballungsraum Oberes Elbtal) ist ein stark verdichteter Raum in Deutschland, der sich als Agglomeration um sein einziges Oberzentrum Dresden gebildet hat und in dem rund 800.000 Menschen leben. Er ist die größte Agglomeration im Freistaat Sachsen und enthält fünf der 15 größten Städte Sachsens.
Die Bezeichnung Ballungsraum Oberes Elbtal ist ein allgemein humangeographischer Begriff und sollte nicht mit den Begriffen Elbtalkessel als geologischer bzw. Dresdner Elbtal als kulturgeografischer Fachbegriff verwechselt werden.

## Geografie

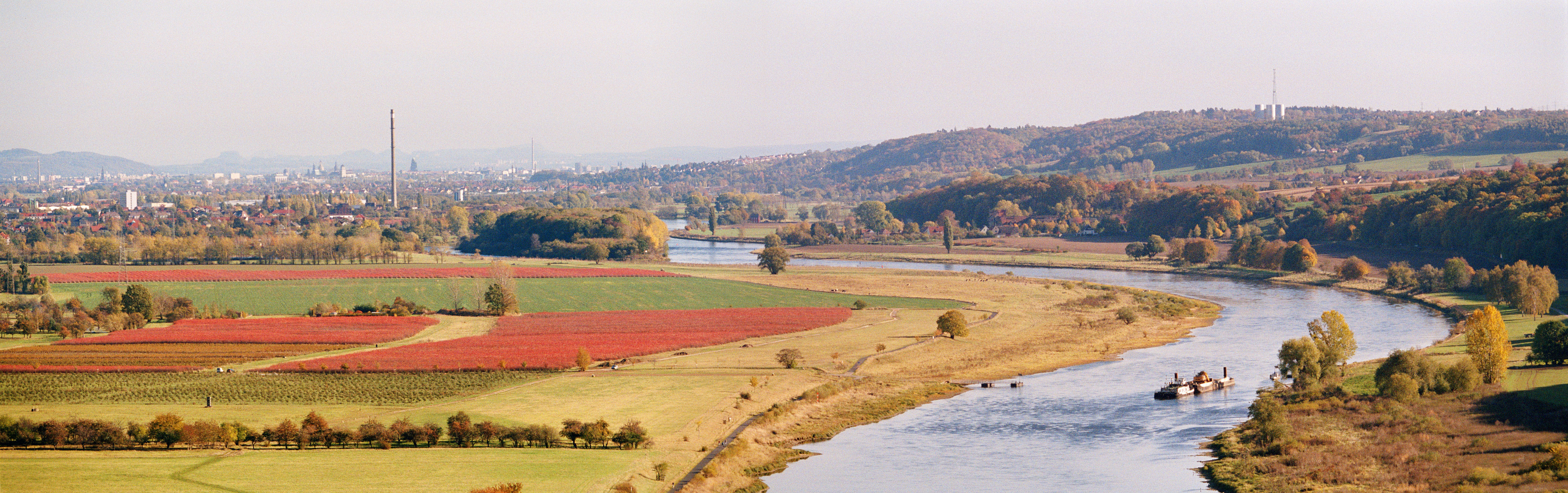
Blick durch den Kern des Ballungsraums von Meißen über Dresden Richtung Pirna

Hauptbestandteil des Ballungsraums Dresden ist der etwa 45 Kilometer lange und bis zu 10 Kilometer breite Elbtalkessel. Er grenzt im Süden und Südwesten an das Erzgebirgsvorland, im Osten an das Elbsandsteingebirge und im Norden an die Hochebene des Oberlausitzer Granitmassivs.

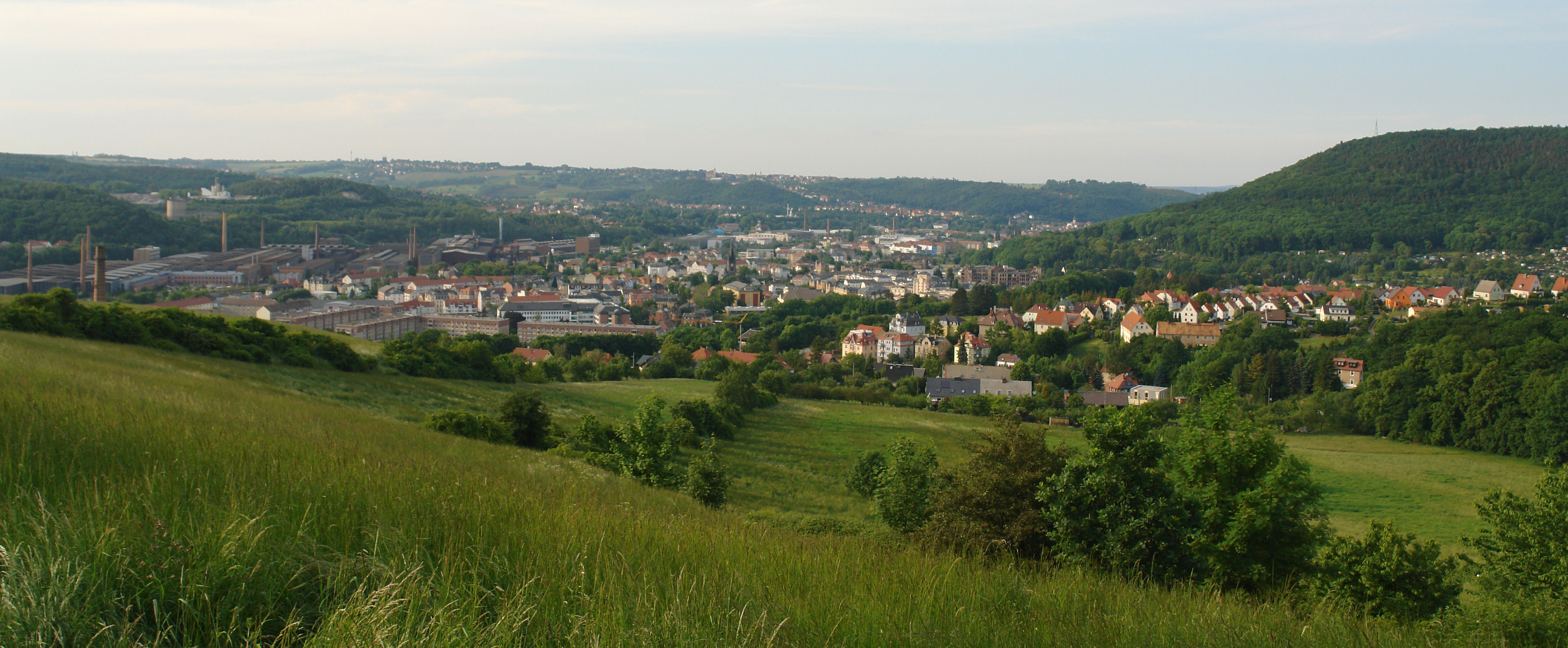
Freital im Döhlener Becken

Wichtige Flüsse auf dem Gebiet sind neben der Elbe die Müglitz, die Wesenitz, die Weißeritz und die Triebisch, die alle im Gebiet des Großraums in die Elbe münden. Wo die Flüsse ins Erzgebirge einschneiden, befinden sich stark bewohnte Täler, die zum Ballungsraum zählen.

## Struktur
Nach der Raumstruktur im Landesentwicklungsplan besteht das Gebiet außer aus der sächsischen Landeshauptstadt Dresden aus den Mittelzentren Coswig, Freital, Meißen, Pirna, Radebeul und Radeberg sowie dem Grundzentrum Heidenau. Weiter zählen zum Ballungsgebiet die an den Rändern von Dresden gelegenen Gemeinden Bannewitz, Dohna, Ottendorf-Okrilla und Weinböhla.
Der Ballungsraum ist zentral auf das Oberzentrum Dresden gerichtet. Die meisten Städte befinden sich dicht aneinandergereiht im Elbtalkessel. Teile von Dresden sowie weitere Gemeinden liegen außerhalb bzw. über dieser Talweitung.
Die Stadt Heidenau weist eine für eine Kleinstadt verhältnismäßig hohe Einwohnerdichte von über 1400 Einwohner pro km² auf.
| Gemeinde          | Kreis                                      | Einwohnerzahl | Fläche (km²) | Status           |
| ----------------- | ------------------------------------------ | ------------- | ------------ | ---------------- |
| Dresden           | kreisfrei                                  | 564.904       | 328,31       | Landeshauptstadt |
| Freital           | Landkreis Sächsische Schweiz-Osterzgebirge | 39.316        | 40,53        | Große Kreisstadt |
| Pirna             | Landkreis Sächsische Schweiz-Osterzgebirge | 38.361        | 53,02        | Große Kreisstadt |
| Radebeul          | Landkreis Meißen                           | 33.743        | 26,06        | Große Kreisstadt |
| Meißen            | Landkreis Meißen                           | 28.080        | 30,90        | Große Kreisstadt |
| Coswig            | Landkreis Meißen                           | 20.462        | 25,85        | Große Kreisstadt |
| Radeberg          | Landkreis Bautzen                          | 18.675        | 29,74        | Große Kreisstadt |
| Heidenau          | Landkreis Sächsische Schweiz-Osterzgebirge | 16.540        | 11,07        | Stadt            |
| Bannewitz         | Landkreis Sächsische Schweiz-Osterzgebirge | 11.122        | 25,81        | Gemeinde         |
| Weinböhla         | Landkreis Meißen                           | 10.476        | 19,01        | Gemeinde         |
| Ottendorf-Okrilla | Landkreis Bautzen                          | 9.997         | 25,88        | Gemeinde         |
| Dohna             | Landkreis Sächsische Schweiz-Osterzgebirge | 6.168         | 28,58        | Stadt            |
| Gesamt: 12        |                                            | 797.291       | 644,76       |                  |

Die weiteren angrenzenden Gemeinden wie Wilsdruff, Klipphausen, Moritzburg, Radeburg, Wachau, Großröhrsdorf und weitere zählen nicht direkt zum Verdichtungsraum, haben jedoch eine deutliche Ausprägung zum Oberzentrum Dresden hin.

## Verkehr

Ausdehnung des S-Bahn-Netzes im Ballungsraum Dresden

Der Ballungsraum verfügt mit dem Flughafen Dresden über einen internationalen Flughafen. Die Fernbahnhöfe des Ballungsraums sind der Dresdner Hauptbahnhof und der Bahnhof Dresden-Neustadt. Alle größeren Städte liegen am S-Bahn-Netz oder werden über Regional-Express-Linien erreicht. Die S-Bahn-Strecke Pirna–Coswig folgt dem Ballungsraum in seiner Südost-Nordwest-Ausdehnung und bildet ein Rückgrat im Schienenpersonennahverkehr.
Wichtige Straßen des Verdichtungsraums sind die A 4 (E 40), die A 13 und die A 17 (beide E 55). Die Erreichbarkeit der Städte über die Autobahnen konnte durch den Bau der A 17 vor allem im südöstlichen Bereich des Ballungsraums verbessert werden.

## Wirtschaft
Der Ballungsraum Dresden verzeichnete im Jahr 2004 ein Bruttoinlandsprodukt (BIP) von 26,9 Milliarden Euro (ohne die kleinen Teile des Landkreises Bautzen), was einem BIP je Einwohner von 21.547 Euro bzw. etwa 31 Prozent der Wirtschaftsleistung Sachsens entspricht. Die kreisfreie Stadt Dresden bringt mit 15,2 Milliarden Euro den größten Anteil in die Gesamtrechnung ein.
Zu den größten Unternehmen des Verarbeitenden Gewerbes gehört das Planeta-Werk von Koenig & Bauer (2000 Beschäftigte, 700 Millionen Euro Umsatz im Jahr 2004) in Radebeul, die Gläserne Manufaktur von Volkswagen (400 Beschäftigte, 220 Millionen Euro Umsatz im Jahr 2004) sowie weitere Unternehmen wie die Linde-KCA Dresden oder auch GlaxoSmithKline Biologicals Dresden. Dresden ist Hauptsitz der VEM-Gruppe mit etwa 1300 Beschäftigten in Sachsen und Sachsen-Anhalt. Am Flughafen Dresden befinden sich die Elbe Flugzeugwerke (1000 Beschäftigte, 183 Millionen Euro Umsatz 2005). In Freital besteht das BGH Edelstahlwerk (600 Beschäftigte im Werk, 1500 Beschäftigte und 300 Millionen Euro Umsatz in der Gesamtholding).
In der Mikroelektronik gehören die Werke von Infineon und Globalfoundries in Dresden zu den größten Unternehmen der Region. Die Telekomtochter T-Systems Multimedia Solutions beschäftigt rund 1000 Mitarbeiter, hauptsächlich am Hauptsitz in Dresden. Die Softwareindustrie ist weiterhin mit mehreren Niederlassungen der internationalen Konzerne (SAP, Amazon) und mit kleinen und mittleren Unternehmen vertreten.
Bekannt ist der Ballungsraum auch für einige Hersteller der Genussmittelindustrie. In Radeberg hat die bekannte Radeberger Exportbierbrauerei (250 Beschäftigte, 150 Millionen Euro Umsatz im Jahr 2004) ihren Sitz. In Dresden blieb von der einst weiter aufgeteilten Tabakindustrie die f6 Cigarettenfabrik (400 Beschäftigte, 900 Millionen Euro Umsatz) bestehen.

## Sehenswürdigkeiten

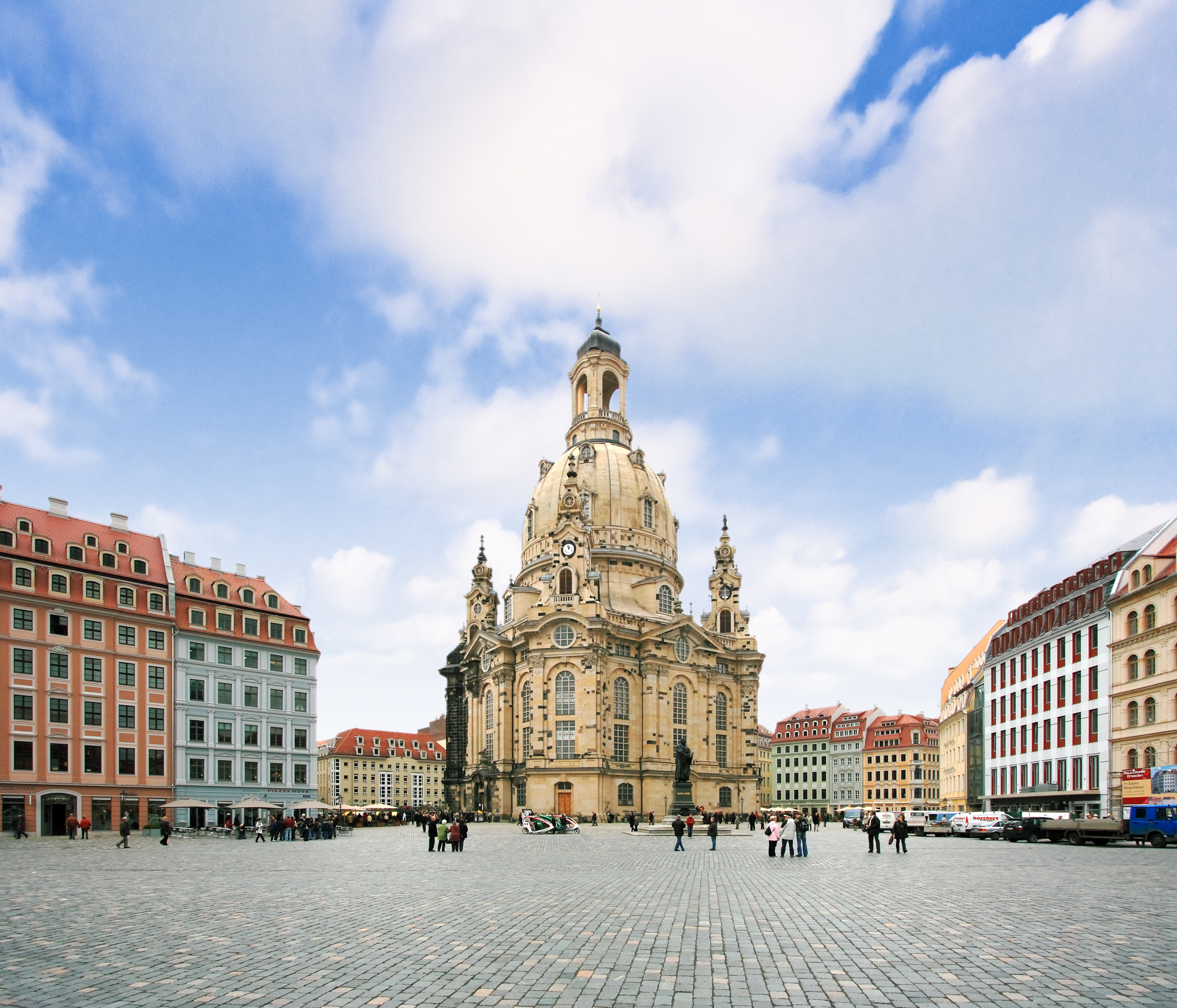
Dresdner Neumarkt mit der Frauenkirche
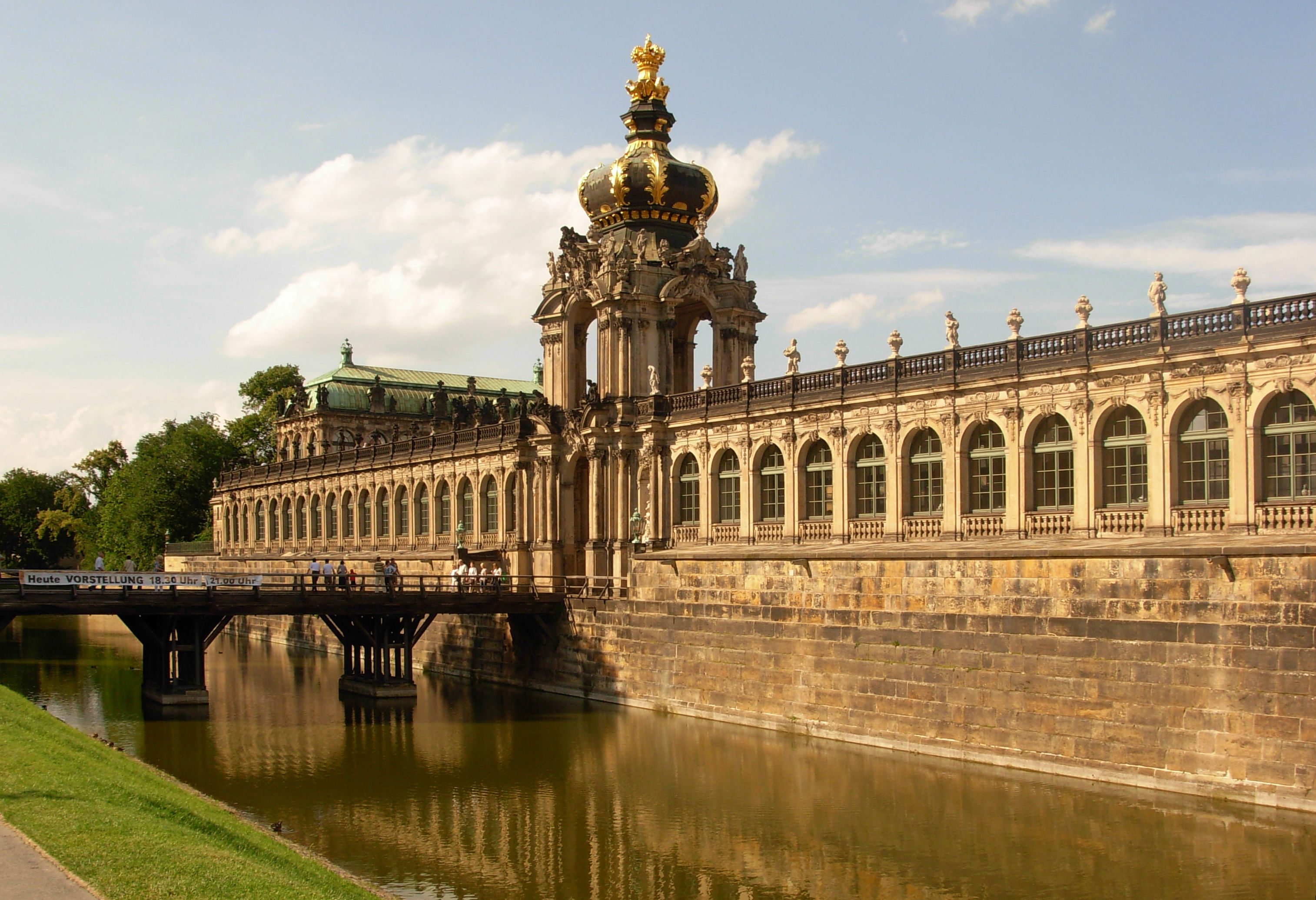
Dresdner Zwinger
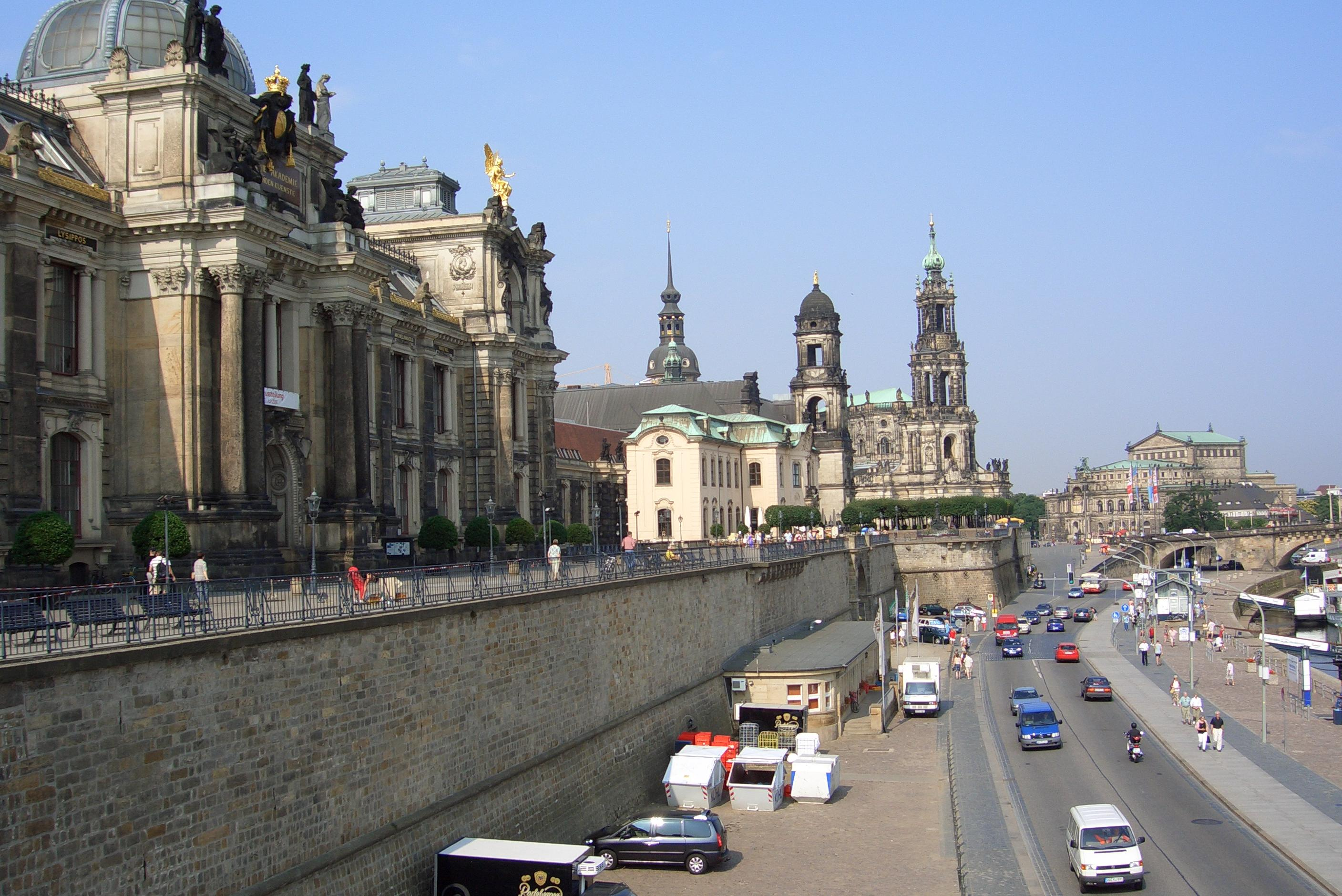
Brühlsche Terrasse
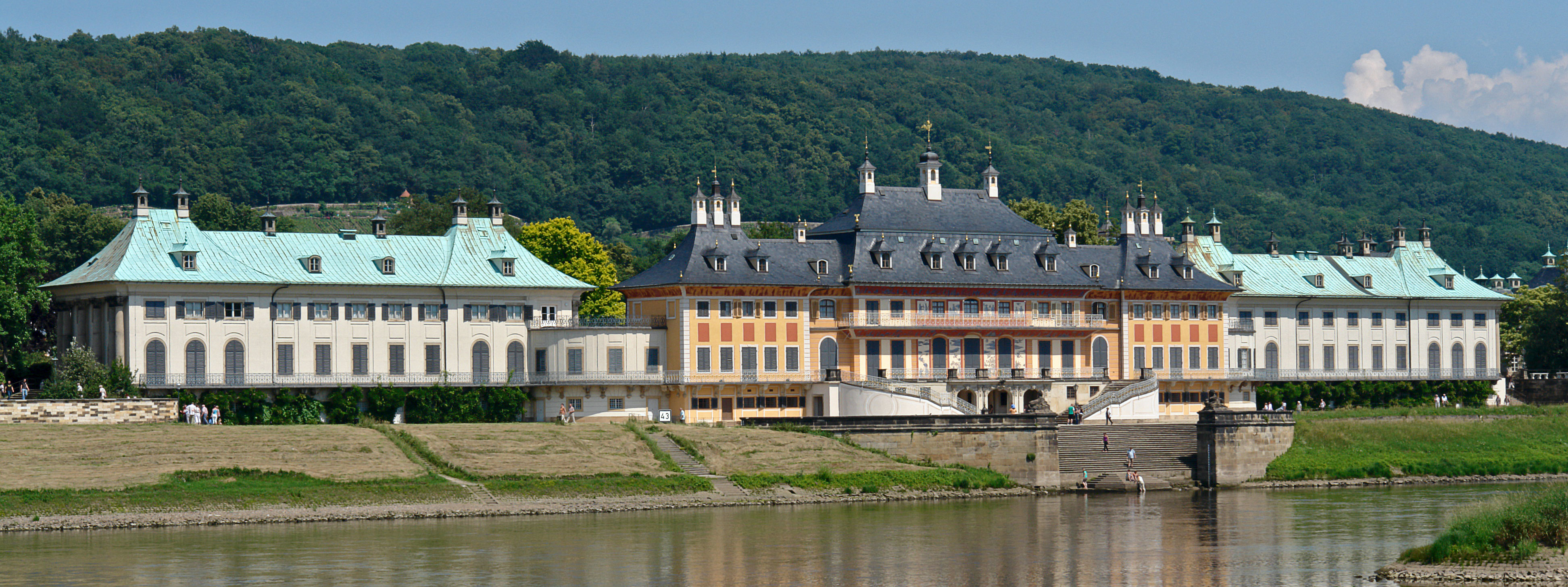
Schloss Pillnitz
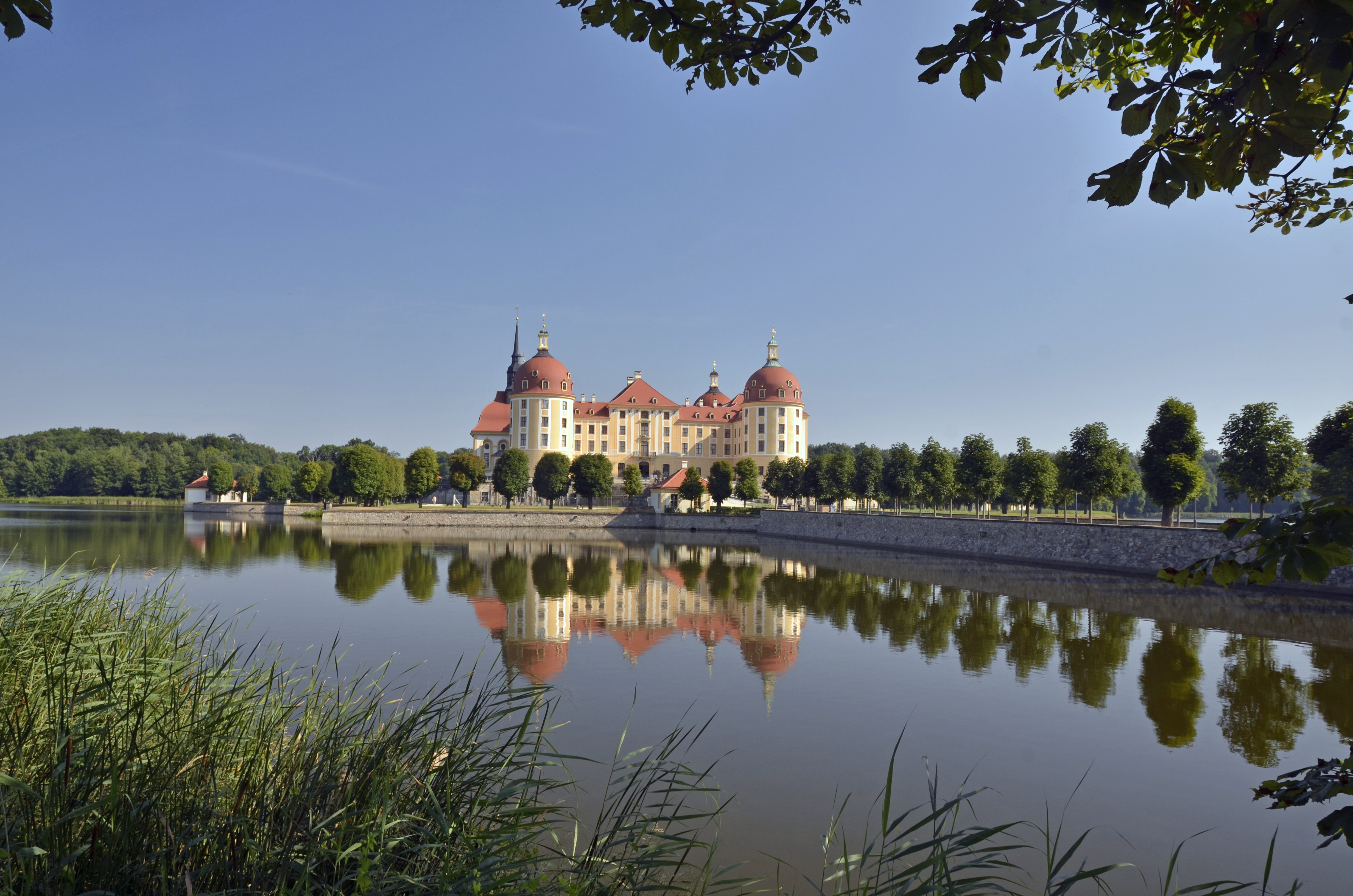
Schloss Moritzburg